# کمربند تناسلی
کمربند تناسلی یا کلایتلوم (Clitellum) بخش غده‌ای و برجسته در بدن کرم‌های خاکی و زالوها است که یک کیسه چسبناک را در خود جای می‌دهد که در آن تخم‌های کرم یا زالو قرار دارند. کمربند تناسلی در حدود ۲ سانتی‌متری بخش انتهای بدن کرم (حدود بندهای چهارده، پانزده و شانزدهم بدن) جای دارد.
کمربند تناسلی ماده سازنده پیله یا مخاط مخصوص را که دارای تخم است ترشح می‌کند.
گزارش شده که خشکسالی باعث می‌شود کرم خاکی کمربند تناسلی‌اش را از دست بدهد که البته پس از مناسب شدن شرایط دوباره رشد خواهد کرد. همچنین دیده شده است که کرم‌های بسیار پیر هم کمربند تناسلی خود را از دست می‌دهند.
کمربند تناسلی بخشی از دستگاه تولیدمثل کمربندتنان Clitellata است.